# Intersectiegetal
In de wiskunde, en vooral in de algebraïsche meetkunde, veralgemeent het intersectiegetal het intuïtieve idee van het tellen van het aantal keren dat twee curven elkaar snijden. Deze veralgemening gebeurt naar hogere dimensies, met meerdere (meer dan 2) curven, en door op de juiste manier rekening te houden met de raaklijn. Er is een definitie van het intersectiegetal nodig om resultaten zoals de stelling van Bézout waar er sprake is van een notie van snijpunten of intersecties.
Het intersectiegetal is in bepaalde gevallen duidelijk, zoals bij de intersectie van de x- en y-assen in een vlak, wat één zou moeten zijn. De complexiteit treedt op bij het berekenen van intersecties op raakpunten, en intersecties die niet alleen maar punten zijn, maar een hogere dimensie hebben. Als een vlak bijvoorbeeld een oppervlak langs een lijn raakt, moet het intersectiegetal langs de lijn minimaal twee zijn. Deze vragen worden systematisch behandeld in de intersectietheorie.

## Definitie voor Riemann-oppervlakken
Laat X een Riemann-oppervlak zijn. Dan heeft het intersectiegetal van twee gesloten krommen op X een definitie in termen van een integraal. Voor elke gesloten curve c op X (d.w.z. een vloeiende functie {\displaystyle c:S^{1}\to X}), kunnen we een differentiaalvorm {\displaystyle \eta _{c}} associëren met compacte ondersteuning. We kunnen ook de Poincaré-duale van c associëren, met de eigenschap dat integralen langs c kunnen worden berekend door integralen over X:
{\displaystyle \int _{c}\alpha =-\iint _{X}\alpha \wedge \eta _{c}=(\alpha ,*\eta _{c})}, voor elk gesloten (1-)differentieel {\displaystyle \alpha } op X,
waar {\displaystyle \wedge } het uitwendig product is van differentiëlen, en {\displaystyle *} de Hodge-ster is. Vervolgens wordt het intersectiegetal van twee gesloten curven, a en b, op X gedefinieerd als
{\displaystyle a\cdot b:=\iint _{X}\eta _{a}\wedge \eta _{b}=(\eta _{a},-*\eta _{b})=-\int _{b}\eta _{a}} .
De {\displaystyle \eta _{c}} hebben een intuïtieve definitie als volgt. Ze zijn een soort diracdelta langs de curve c, die tot stand wordt gebracht door het verschil te nemen van een eenheidsstapfunctie, die van 1 naar 0 over c daalt. Formeler gesproken beginnen we met het definiëren van een functie fc  voor eenvoudige gesloten curve c op X. Hiervoor laten we {\displaystyle \Omega } een kleine strook zijn rond c in de vorm van een ring. Noem het linker- en rechtergedeelte van {\displaystyle \Omega \setminus c} respectievelijk {\displaystyle \Omega ^{+}} en {\displaystyle \Omega ^{-}}. Neem vervolgens een kleinere deelstrook rond c, {\displaystyle \Omega _{0}}, met linker- en rechtergedeelte {\displaystyle \Omega _{0}^{-}} en {\displaystyle \Omega _{0}^{+}}. Definieer vervolgens f c door
{\displaystyle f_{c}(x)={\begin{cases}1,&x\in \Omega _{0}^{-}\\0,&x\in X\setminus \Omega ^{-}\\{\mbox{gladde interpolatie}},&x\in \Omega ^{-}\setminus \Omega _{0}^{-}\end{cases}}} .
De definitie wordt vervolgens uitgebreid voor willekeurige gesloten curven. Elke gesloten curve c op X is homoloog aan {\displaystyle \sum _{i=1}^{N}k_{i}c_{i}} voor enkele eenvoudige gesloten curven ci,. Dat wil zeggen dat:
{\displaystyle \int _{c}\omega =\int _{\sum _{i}k_{i}c_{i}}\omega =\sum _{i=1}^{N}k_{i}\int _{c_{i}}\omega }, voor elke differentieel {\displaystyle \omega }.
Definieer de {\displaystyle \eta _{c}} door
{\displaystyle \eta _{c}=\sum _{i=1}^{N}k_{i}\eta _{c_{i}}}.

## Toepassingen
Het intersectiegetal wordt gedeeltelijk gemotiveerd door de wens om de intersectie te definiëren waarvan sprake is in de stelling van Bézout.
Het intersectiegetal komt voor bij de studie van dekpunten, die kunnen worden gedefinieerd als intersecties van functiegrafen met een diagonaal. Bij het berekenen van de intersecties op de dekpunten worden de dekpunten met veelvoud geteld. Dit leidt tot de dekpuntstelling van Lefschetz in kwantitatieve vorm.